# Hecamedoides tarsalis
Hecamedoides tarsalis är en tvåvingeart som först beskrevs av de Meijere 1916.  Hecamedoides tarsalis ingår i släktet Hecamedoides och familjen vattenflugor. Inga underarter finns listade i Catalogue of Life.